# Tångspigg
Tångspigg (Spinachia spinachia) är en taggfenig fisk i familjen spiggar.

## Utseende
Tångspiggen är gråbrungrön på ovansidan, medan buken är påtagligt ljusare, ofta klart gröngul i färgen. Den är slank, med en lång och smal stjärt. Både ryggfena och analfena är korta men höga; bukfenorna saknas och är ersatta med två taggar. Framför ryggfenan, som sitter långt bak på kroppen, finns 14 till 16 små taggar. Tångspiggen kan bli 22 centimeter lång.

## Utbredning
Arten förekommer i Europa från Biscayabukten längs Atlantkusten, över Brittiska öarna till Nordnorge. Går in i Östersjön upp till Åland och Finska viken. I Nordamerika finns den från New Jersey runt Alaska till Alaskas Stillahavskust.

## Ekologi
Tångspigg äter huvudsakligen bottendjur, pungräkor och fiskyngel. Beroende på vattentemperaturen inträffar parningstiden i slutet av april och avtar i mitten av juli. Under våren börjar hannen att producera ett proteinrikt sekret som produceras från hannens njurtubuli celler.  Detta sekret, som ser ut som en spindelväv, använder han för att väva samman böjliga och mjukare alger till ett runt bo, med ett ingångshål i mitten. Han bygger oftat boet en bit upp i robustare alger såsom till exempel, blåstång, sågtång eller knöltång. På håll kan det nästan likna ett skatbo som blivit byggt i ett träd. En hanne kan ta emot äggkullar från flera honor, om boet är stort nog, och det sker ibland att honor kan återvända till samma hanne för att lägga en till kull hos honom. Honorna och hannarna har ett flertal kullar genom en säsong och som kortast kan det ta 3-4 dagar för en hona att bli redo för att lägga en ny kull. Hannen tar hand om boet och äggkullen/kullarna själv genom att vakta dem mot äggpredatorer, putsa äggen och fläkta syrerikt vatten genom boet. Ju äldre kullen blir desto mer luckrar han upp boets alger runt äggen så att vattengenomströmningen skall öka, eftersom äggen kräver mer syre ju äldre de blir.